# Take My Wife, Sleaze
"Leve Minha Mulher, Nojento" (Take My Wife, Sleaze) é o oitavo episódio da décima primeira temporada de Os Simpsons. Ele foi exibido originalmente pela Fox nos Estados Unidos em 28 de novembro de 1999. O episódio foi escrito por John Swartzwelder e dirigido por Neil Affleck, e apresenta várias participações especiais.

## Sinopse
Após ganhar uma moto Harley-Davidson no concurso de um café dos anos 50 e aprender a dirigi-la com Bart, Homer decide criar a sua própria gangue de motoqueiros fora-da-lei denominada "Os Diabos do Inferno". Quando os verdadeiros "Diabos do Inferno" de Shelbyville descobrem, eles invadem a casa dos Simpsons e causam muita bagunça ao se instalarem lá.
Após finalmente decidirem ir embora, os motoqueiros se apegam aos cuidados maternos de Marge e decidem leva-lá com eles. Agora, Homer precisará enfrentar Meathook, o líder da gangue, para poder salvar a esposa.

## Referências culturais

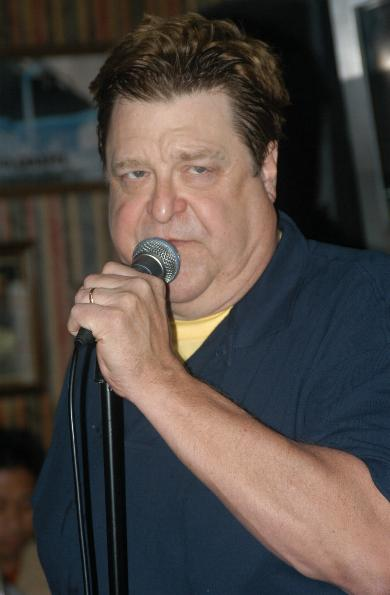
John Goodman dublou o personagem Meathook no episódio.